# Puya bicolor
Puya bicolor es una especie de Puya, una planta de la familia Bromeliaceae, descrita por Carl Christian Mez en 1896, es endémica de Colombia y se le conoce comúnmente como cardosanto.

## Descripción
La roseta alcanza los 3 m cuando florece. Hojas de 60-80 cm de largo; vainas elíptico-oblongas, serruladas en el ápice; lámina cubierta con escamas cinéreas adpresas en el envés, glabra en el haz. Escapo robusto, flocoso; con brácteas foliáceas o subfoliáceas. La inflorescencia es una panícula laxa, con indumento tomentosos pardo; brácteas primarias anchamente ovadas, acuminadas. Brácteas florales anchamente elípticas, apiculadas, enteras. Sépalos lanceolado-oblongos. Pétalos verdes o violetas.

## Distribución
P. bicolor es endémica de Colombia y se distribuye en los siguientes departamentos: Boyacá, Cundinamarca y Santander.

## Taxonomía
Puya bicolor fue descrita por Carl Christian Mez en 1896 y publicada en Monographiae Phanerogamarum 9: 482.
Etimología
Ver: Puya
bicolor: epíteto que hace referencia a que los pétalos se pueden presentar en dos colores: verde o violeta.